# Isola del Gran Sasso d’Italia
Isola del Gran Sasso d’Italia község (comune) Olaszország Abruzzo régiójában, Teramo megyében.

## Fekvése
A Gran Sasso-Monti della Laga Nemzeti Park területén fekszik a Ruzzo és Mavone folyók közötti térségben (innen származik elnevezése is: isola, jelentése sziget). A megye délnyugati részén fekszik. Határai: Calascio, Carapelle Calvisio, Castel Castagna, Castelli, Castelvecchio Calvisio, Colledara, Fano Adriano, L’Aquila, Pietracamela, Santo Stefano di Sessanio és Tossicia.

## Története
Első írásos említése 1115-ből származik, amikor Attone gróf, megkapta a teramói érsekségtől a vidék feletti hűbéri jogokat. 1863-ban lett önálló település.

## Népessége
A népesség számának alakulása:

## Főbb látnivalói
- Palazzo Henrici-De Angeli (16. század)
- San Massimo-templom (15. század)
- San Salvatore-templom
- San Giovanni ad Insulam-templom (12. század)